# 讓·德拉韋恩
讓·德拉韋恩（法語：Jean Delaveyne，1919年5月22日—1996年11月25日），出生法蘭西島大區埃松省的于爾普瓦地區馬羅勒，是一位法式料理新潮烹調的糕點師和廚師。

## 生平
讓·德拉韋恩十二歲開始當糕點師學徒，然後他遊走於巴黎幾家餐廳學習糕點技巧，直到第二次世界大戰爆發。
戰後1952年，讓·德拉韋恩榮獲法國最佳工匠獎的糕點師，1957年之後他搬到布日瓦勒開設Le Camélia餐廳，1963年榮獲米其林指南一星評鑑，1972年再獲得二星評鑑，不過他從未獲得最高獎項，因為他被批評烹飪過於隨興。作為新潮烹調先驅廚師之一，1970年代讓·德拉韋恩就展現非凡的創意和想法，因此帶出幾名著名的學徒，後來都成為著名的廚師。為了紀念讓·德拉韋恩在烹飪的地位，法國高帽烹飪協會還有以讓·德拉韋恩為名的烹飪大賽，目的就是鼓勵更好的創意和專業的廚師。
法國電視三台曾經於1987年-1990年製作電視烹飪節目《什麼最好？這樣最好！》（法語：Quand c'est bon ?… Il n'y a pas meilleur !），讓·德拉韋恩是受邀錄影的主廚之一。

## 著名學生
- 米歇爾·蓋拉德
- 喬爾·侯布雄
- 阿蘭·森德倫斯

## 相關連結
- Jean Delaveyne在IMDb （页面存档备份，存于）